# Грязновская (железнодорожная станция)
Грязновская — железнодорожная станция на 1893 километре главного хода Транссибирской магистрали Свердловской железной дороги на участке Шарташ — Богданович.

## Пассажирское движение и база запаса
Станция открыта в 1885 году.
На станции останавливаются электропоезда, следующие из Екатеринбурга на Кунару (г. Сухой Лог), Каменск-Уральский, Камышлов, Богданович, Тюмень (и обратно). 5 путей, одна островная платформа, надземный пешеходный переход.
К станции примыкает база запаса МВПС Грязновская (База 55 СВЖД), на которой размещаются старые вагоны пассажирских электропоездов.

## Коммерческие операции
Продажа билетов на все пассажирские поезда. Приём и выдача багажа не производятся.